# 寺村美穂
寺村 美穂（てらむら みほ、1994年9月27日 - ）は、日本の元競泳選手。千葉県流山市出身。専門は個人メドレー。セントラルスポーツ所属。

## 人物
姉が水泳をしていた為に自らも水泳を始めた。地元流山市のセントラルフィットネスクラブ流山で練習に打ち込む。流山市立東部中学校時代は平泳ぎの選手だったが、中学三年の夏前に膝を痛めた為に悩んだ末、個人メドレーへ転向する。3年次の第49回全国中学校水泳競技大会（福岡市）では女子200m個人メドレーに出場、大塚美優（さいたま市立植竹中学校）、五十嵐千尋（横浜市立すすき野中学校）を抑え2分14秒02の中学新記録をマークして優勝を飾った。
2010年に千葉商科大学付属高等学校に進学すると、高校2年次に出場した第79回日本高等学校選手権水泳競技大会（インターハイ）女子200m個人メドレーで優勝、高校3年次に迎えた2012年ロンドンオリンピック代表選考会となった第88回日本選手権水泳競技大会では女子200m個人メドレーに出場し、決勝で2分12秒95で2位に入りながら日本水泳連盟が定義する派遣標準記録（2分12秒42）をクリアできずロンドンオリンピック出場を逸した。ロンドンへの出場を逸したことで古傷の右膝の手術に踏み切り、高校3年次のインターハイなど公式競技への出場を諦めてリハビリテーションに取り組む。
2013年、日本大学文理学部へ進学すると、大学入学直後に出場した第89回日本選手権水泳競技大会では女子200m個人メドレー決勝で渡部香生子に次いで2位となり、タイムも2分12秒89で派遣標準記録をクリアして同年の2013年世界水泳選手権（スペイン・バルセロナ）日本代表選手に選出された。しかし、バルセロナ世界選手権では初日の200m個人メドレーに出場し準決勝で敗退して総合14位となっている。その後も2014年パンパシフィック水泳選手権（オーストラリア・ゴールドコースト）、2014年アジア競技大会（大韓民国・仁川広域市）に日本代表選手として出場、アジア競技大会では女子200m個人メドレーで3位（銅メダル）を獲得した。
2015年に再び右膝を手術し、リハビリテーションを行った。2016年リオデジャネイロオリンピック代表選考会となる第92回日本選手権水泳競技大会に出場し、女子200m個人メドレー決勝では渡部ら後半型のライバルに勝つには先行逃げ切り以外にないと腹を固めてスタートし、序盤から終始リードを奪ったまま自己ベストタイムを更新する2分9秒87のタイムで優勝、オリンピック派遣標準記録（2分11秒03）もクリアして悲願のオリンピック代表の座を手にした。
2020年東京オリンピック競泳女子200メートル個人メドレー準決勝では2分12秒14で1組7着、全体で15位となった。オリンピック後の2021年9月15日に現役引退を表明。
2024年11月5日、自身のXを通じて、松元克央と結婚したことを発表。

## 自己ベストタイム
- 200m個人メドレー - 2分9秒87（2016年）